# Ewoki: Bitwa o Endor
Ewoki: Bitwa o Endor (ang. Ewoks: Battle for Endor) – film przygodowy produkcji amerykańskiej, osadzony  w świecie Gwiezdnych wojen. Światowa premiera odbyła się dnia 24 listopada 1985 roku. Jest to drugi telewizyjny film o Ewokach. Film jest kontynuacją filmu Przygoda wśród Ewoków (1984). Film doczekał się kontynuacji w postaci animowanego serialu telewizyjnego Gwiezdne wojny: Ewoki (1985-1986).

## Fabuła
Wioska Ewoków na Endorze zostaje zaatakowana przez armię maruderów złego króla Teraka. Podczas ataku giną rodzice oraz brat Cindel Towani a także ludzie, którzy mieszkali w pobliżu Ewoków. Czternastoletniej Cindel udaje się uciec wraz ze swoim przyjacielem Wicketem, który jest Ewokiem. Znajdują schronienie u Noa, pustelnika i rozbitka na Endorze. Razem z nim i Teekiem, wyjątkowo szybkim i psotnym stworzeniem, decydują się stawić czoła królowi Terakowi i wiedźmie Charal.

## Obsada
| Rola              | Aktor                  |
| ----------------- | ---------------------- |
| Noa               | Wilford Brimley        |
| Wicket W. Warrick | Warwick Davis          |
| Cindel Towani     | Aubree Miller          |
| Król Terak        | Carel Struycken        |
| Teek              | Niki Botelho           |
| Jeremitt          | Paul Gleason           |
| Mace              | Eric Walker            |
| Młoda wiedźma     | Marianne Horine        |
| Deej              | Daniel Frishman        |
| Królowa Charal    | Siân Phillips          |
| Karciarz 1        | Johnny Weissmuller Jr. |
| Karciarz 2        | Michael Pritchard      |
| Willy             | Tony Cox               |
| Shodu             | Pam Grizz              |
| Porucznik         | Roger Johnson          |

## Nagrody
- 1986 – nagroda Emmy za efekty specjalne w miniserialu lub filmie telewizyjnym.
- 1986 – nominacja do nagrody Emmy za najlepszy program dla dzieci i najlepszy dźwięk.